# Carole King
Carole King (sinh ngày 9 tháng 2 năm 1942) là một ca sĩ, nhà soạn nhạc, diễn viên người Mỹ từng đoạt giải Grammy và Emmy. Bà khởi nghiệp vào thập niên 1960 cùng người chồng đương thời Gerry Goffin, khi sáng tác hơn 20 bài hát ăn khách cho nhiều nghệ sĩ khác nhau. Vào thập niên 1970, bà trở thành nghệ sĩ trình bày những bài hát của mình trong một loạt các album và đêm diễn. Sau thất bại của album đầu tay Writer (1970), King bứt phá bằng album Tapestry (1971) khi đạt ngôi quán quân tại Hoa Kỳ trong 15 tuần vào năm 1971 và giữ vững trên bảng xếp hạng trong hơn 6 năm. Đây cũng là album đạt ngôi vị quán quân nhiều tuần nhất của một nữ nghệ sĩ trong hơn 20 năm cho đến khi Whitney Houston phá vỡ kỷ lục với The Bodyguard (1992).
Vào năm 2000, Joel Whitburn từ tạp chí Billboard gọi King là nữ sáng tác nhạc thành công nhất từ 1955–1999, với 118 bài hát pop ăn khách mà bà đồng sáng tác được xuất hiện trên bảng xếp hạng Billboard Hot 100. Vào năm 2005, nhà sử học âm nhạc Stuart Devoy vinh danh bà là nữ sáng tác nhạc thành công nhất trên UK Singles Chart từ năm 1952–2005.
Cho đến nay, King đã cho phát hành 25 album đơn ca, được bổ nhiệm vào Đại lộ danh vọng Hollywood, Đại sảnh Danh vọng Rock and Roll và Đại sảnh Danh vọng Sáng tác; giành 1 đề cử giải Emmy, thắng 4 giải Grammy, đồng thời được vinh danh với giải Grammy Trustees (2004), giải Grammy Thành tựu trọn đời (2013) và Người MusiCares của năm (2015). Cô cũng là người phụ nữ đầu tiên nhận giải Gershwin cho Bài hát phổ biến.

## Danh sách đĩa nhạc
- Writer (1970)
- Tapestry (1971)
- Music (1971)
- Rhymes & Reasons (1972)
- Fantasy (1973)
- Wrap Around Joy (1974)
- Really Rosie soundtrack (1975)
- Thoroughbred (1976)
- Simple Things (1977)
- Welcome Home (1978)
- Touch the Sky (1979)
- Pearls: Songs of Goffin and King (1980)
- One to One (1982)
- Speeding Time (1983)
- City Streets (1989)
- Colour of Your Dreams (1993)
- Love Makes the World (2001)
- A Holiday Carole (2011)

## Sự nghiệp điện ảnh
| Năm  | Tựa đề             | Vai                     | Ghi chú          |
| ---- | ------------------ | ----------------------- | ---------------- |
| 1975 | Really Rosie       | Rosie (lồng tiếng)      | Phim truyền hình |
| 1977 | Bionic Boy         |                         |                  |
| 1979 | Dynamite Johnson   |                         |                  |
| 1985 | Murphy's Romance   | Tillie                  |                  |
| 1987 | Russkies           | Bà Kovac                |                  |
| 1989 | Hider in the House | Mẹ của Tom (lồng tiếng) |                  |

| Năm       | Tựa đề                      | Vai                                        | Ghi chú |
| --------- | --------------------------- | ------------------------------------------ | --- |
| 1975      | The Mary Tyler Moore Show   | Aunt Helen                                 | "Anyone Who Hates Kids and Dogs" (Mùa 5, tập 24)                                                                          |
| 1984      | Faerie Tale Theatre         | Mẹ                                         | "Goldilocks and the Three Bears" (Mùa 3, tập 1)                                                                           |
| 1989      | The Tracey Ullman Show      | Joan, thành viên nghiện mua sắm khuất danh | "The Holland Tunnel of Love" (Mùa 4, tập 8)                                                                               |
| 1991      | The Trials of Rosie O'Neill | Tobey Kalow                                | "The Reunion" (Mùa 1, tập 15)                                                                                             |
| 1991      | ABC Afterschool Specials    | Johanna Martin                             | "It's Only Rock & Roll" (Mùa 19, tập 5)                                                                                   |
| 2002—2005 | Gilmore Girls               | Sophie Bloom                               | "Help Wanted" (Mùa 2, tập 20) "To Live and Let Diorama" (Mùa 5, tập 18) "He's Slippin' 'Em Bread... Dig?" (Mùa 6, tập 10) |